# The Oubliette
The Oubliette é um filme mudo norte-americano de 1914, do gênero drama, dirigido por Charles Giblyn e estrelado por Murdock MacQuarrie e Lon Chaney. Este filme e By the Sun's Rays são dois dos filmes mais antigos de Chaney que não são perdidos.

## Elenco
- Murdock MacQuarrie - François Villon
- Pauline Bush - Philippa de Annonay
- Lon Chaney - Chevalier Bertrand de la Payne
- Doc Crane - Luís 11
- Chester Withey - Colin
- Agnes Vernon